# Sankt-Andreas-Knoten

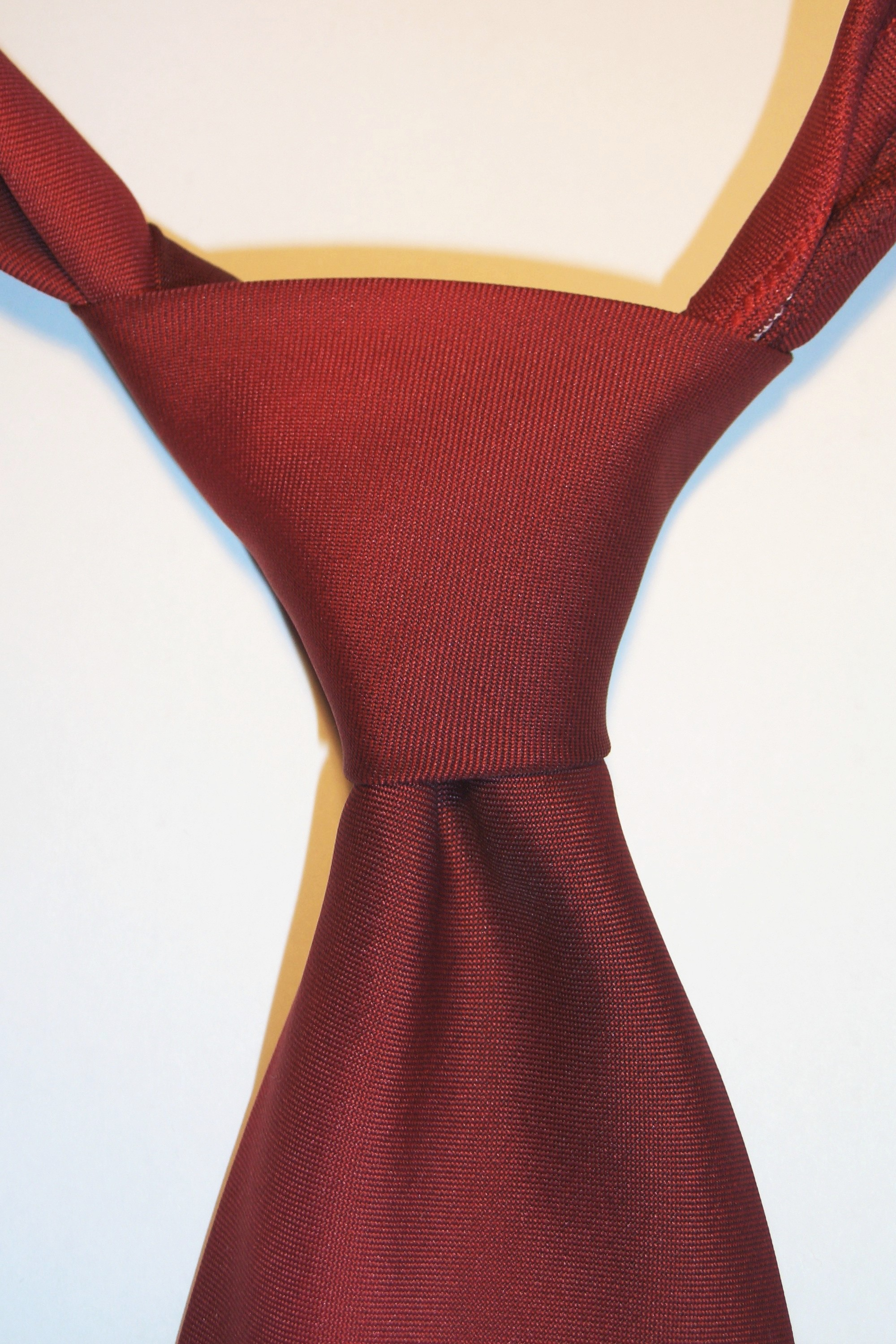
Sankt-Andreas-Knoten

Der Sankt-Andreas-Knoten ist eine Möglichkeit, eine Krawatte zu binden. Er ist ein selbstlösender Krawattenknoten.

## Herkunft
Das erste Auftauchen des Sankt-Andreas-Knotens ist nicht bekannt, populär wurde er im frühen 20. Jahrhundert. Er hat eine „tiefe Verbindung zur schottischen Geschichte und Tradition“ und ist nach dem Schutzpatron Schottlands, dem Apostel Andreas, benannt. Die Form des Knotens demnach auch an das Andreaskreuz erinnern, das Teil der Flagge Schottlands ist. In Schottland wird Sankt-Andreas-Knoten deshalb eine kulturelle Bedeutung beigemessen.

## Beschreibung
Der Sankt-Andreas-Knoten liegt von der Größe zwischen dem Halben Windsorknoten und dem Windsorknoten. Der Knoten erzeugt eine besondere Tiefe, wodurch ein elegantes Dimple gebildet werden kann. Er ist etwas weniger asymmetrisch als der Four-in-Hand. Geeignet sind Krawatten mit einer normalen Stoffdicke und Breite. Von seiner Verwendung bei sehr dicken Krawatten wird abgeraten.
Der Sankt-Andreas-Knoten ist der stärkste Krawattenknoten, der in wenigen Schritten gebunden wird, jedoch leicht asymmetrisch.
Es heißt, da er ein „sehr formeller Krawattenknoten“ ist, passt er gut für „Büro und formelle Anlässe und Zeremonien“. Für einen „Abend mit Freunden“ würde der Four-in-Hand besser passen. Gut sei er für Hemden mit breiten Krägen sowie spitz zulaufende oder geknöpfte Krägen.

## Bindung
Die Krawatte wird mit der Rückseite (der Seite mit der Naht) nach vorn um den Hals gelegt, wobei das breite Ende das längere Ende ist. Das breite Ende wird vorn über das schmale Ende und dann hinter der Krawatte zum Ausgangspunkt zurückgelegt. Das breite Ende kommt daraufhin von oben durch die Halsschlinge und dann auf der anderen Seite wieder nach vorn. Das breite Ende wird erneut über die Vorderseite gelegt und danach von unten durch die Halsschlinge. Das breite Ende wird daraufhin durch die Schlaufe auf der Vorderseite gezogen und der Knoten festgezogen. Insgesamt sind neun Schritte notwendig, wodurch die Bindung etwas komplizierter ist als bei den klassischen Krawattenknoten.

## Trivia
Von der Zeitung Der Standard wurde der Schwierigkeitsgrad des Sankt-Andreas-Knotens in einem Test von mehreren Krawattenknoten als die „‚Champions League‘ der Krawattenknoten“ bezeichnet und mit sechs von sechs möglichen Punkten bewertet.